# Стружаль
Стружаль (пол. Strużal, нім. Strusal) — село в Польщі, у гміні Хелмжа Торунського повіту Куявсько-Поморського воєводства.
Населення — 103 особи (2011).
У 1975-1998 роках село належало до Торунського воєводства.

## Демографія
Демографічна структура станом на 31 березня 2011 року:
|          | Загалом | Допрацездатний вік | Працездатний вік | Постпрацездатний вік |
| -------- | ------- | ------------------ | ---------------- | -------------------- |
| Чоловіки | 57      | 10                 | 43               | 4                    |
| Жінки    | 46      | 9                  | 29               | 8                    |
| Разом    | 103     | 19                 | 72               | 12                   |